# Kim Kum-ok
Kim Kum-ok (Hangŭl: 김금옥; Pyongyang, 9 dicembre 1988) è un'ex maratoneta nordcoreana.

## Palmarès
| Anno | Manifestazione             | Sede           | Evento         | Risultato | Prestazione | Note |
| ---- | -------------------------- | -------------- | -------------- | --------- | ----------- | ---- |
| 2007 | Universiadi                | Bangkok        | Mezza maratona | Oro       | 1h12'31"    |      |
| 2008 | Giochi olimpici            | Pechino        | Maratona       | 12ª       | 2h30'01"    |      |
| 2009 | Mondiali                   | Berlino        | Maratona       | 19ª       | 2h31'24"    |      |
| 2009 | Giochi dell'Asia orientale | Hong Kong      | Mezza maratona | Oro       | 1h11'55"    |      |
| 2010 | Giochi asiatici            | Canton         | Maratona       | Bronzo    | 2h27'06"    |      |
| 2011 | Giochi mondiali militari   | Rio de Janeiro | Maratona       | Oro       | 2h35'22"    |      |
| 2012 | Giochi olimpici            | Londra         | Maratona       | 48ª       | 2h33'30"    |      |
| 2012 | Giochi olimpici            | Rio de Janeiro | Maratona       | 49ª       | 2h38'24"    |      |

## Altre competizioni internazionali
2007
- Argento alla Maratona di Pyongyang - 2h26'56"
- 10ª alla Maratona di Pechino - 2h33'58"

2008
- Oro alla Maratona di Hong Kong - 2h36'43"
- Bronzo alla Maratona di Macao - 2h36'55"

2009
- Argento alla Maratona di Pyongyang - 2h29'38"

2010
- Oro alla Maratona di Pyongyang - 2h27'34"

2013
- Bronzo alla Maratona di Hong Kong - 2h32'01"

2015
- Argento alla Maratona di Pyongyang - 2h30'59"